# Arthur Bliss
Arthur Edward Drummond Bliss, född 2 augusti 1891 i London-förorten Barnes, död 27 mars 1975 i London, var en brittisk tonsättare och dirigent.
Bliss studerade bland annat för Ralph Vaughan Williams vid Royal College of Music i London. Han var 1921–1922 verksam som lärare där, efter några års verksamhet i Santa Barbara återvände han till London. Bliss tog starka intryck av de moderna franska kompositörerna, Arthur Honegger med flera. Med förkärlek odlade han solosången med kammarensemble. I övrigt komponerade han kammarmusik, "concertino" för oboe och stråkar, kvintett för klarinett och stråkar, Färgsymfoni (en symfoni med de olika satserna namngivna efter färger), Music for Strings, filmmusik, baletten Checkmate (1937) med mera.

## Verkförteckning
Bliss musik är katalogiserad av Lewis Foreman och hans F-nummer används vanligen för att identifiera Bliss verk.

### Baletter
- F 1 – Adam Zero (1946)
- F 2 – Checkmate (1937)
- F 3 – Diversions (1961)
- F 4 – Frontier (1969)
- F 5 – The Lady of Shalott (1958)
- F 6 – Miracle of the Gorbals (1944)
- F 7 – Narcissus and Echo (uruppförd 1932)
- F 8 – Rout (uruppförd 1927)
- F 9 – A Royal Offering (1921–32)

### Verk för mässings- och militärorkester
- F 10 – The Belmont Variations, op. 95 (1963)
- F 11 – Call to Adventure, op. 94 (1962)
- F 12 – The First Guards, op. 83 (1956)
- F 13 – Kenilworth, op. 55 (1936)
- F 14 – The Linburn Airop. 102 (1965)
- F 15 – Salute to Lehigh University (1968)

### Kammarmusik
- F 16 – Conversations för flöjt, oboe, violin, viola och cello, op. 15 (1920)
- F 17 – Fuga för stråkkvartett. op. 8 (1916)
- F 18 – Pianokvartett i a-moll ’op. 5’, op. 7 (1915)
- F 19 – Play a Penta för violin, klockspel och piano (1971)
- F 20 – Klarinettkvintett, op. 50 (1932)
- F 21 – Oboekvintett, op. 44 (1927)
- F 22 – Pianokvintett, op. 12 (1919)
- F 23 – Stråkkvartett i A-dur, op. 5 (1915)
- F 24 – Stråkkvartett, op. 31 (1923–24?)
- F 25 – Stråkkvartett nr 1 i B-dur, op. 60 (1941)
- F 26 – Stråkkvartett nr 2, op. 70 (1950)
- F 27 – Toast of the Royal Household för violin, cello och piano (1961)
- F 88 – Enid’s Blast för trumpet och piano (1968)
- F 89 – Intermezzo for Viola and Piano (1914?)
- F 90 – Music for a Prince för cello och piano eller trumpet och piano eller cello, trumpet och piano (1970)
- F 91 – Violinsonat, op. 52 (1933)
- F 92 – Two Pieces for Clarinet and Piano, op. 9 (ca 1916)

### Körverk
- F 28 – The Beatitudes för solister, kör, orgel och orkester, op. 92 (1961)
- F 29 – God Save the Queen för kör och orkester, op. 117 (1969)
- F 30 – The Golden Cantata: Music is the Golden Form för tenor, kör och orkester, op. 101 (1963)
- F 31 – Mary of Magdala, kantat för solister, kör och orkester, op. 96 (1962)
- F 32 – Morning Heroes, symfoni för berättare, kör och orkester, op. 48 (1930)
- F 33 – Pastorale: Lie Strewn the White Flocks för mezzosopran, kör, flöjt, pukor och stråkar, op. 46 (1928)
- F 34 – A Song of Welcome för sopran, baryton, kör och orkester, op. 77 (1954)
- F 35 – Two Ballads för kör och orkester, op. 121 (1971)

1. ”The Mountain Plover: Ushagreaisht”
2. ”Flowers in the Valley”

- F 36 – The World is Charged with the Grandeur of God för kör, 2 flöjter, 3 trumpeter och 4 tromboner (1969)

1. ”The World is Charged with the Grandeur of God”, op. 116
2. ”I Have Desired to Go”
3. ”Look at the Stars”

- F 37 – Aubade for Coronation Morning för 2 sopraner och kör, op. 76 (1953)
- F 38 – Birthday Song for a Royal Child för kör a cappella, op. 87 (1959)
- F 39 – Christ is Alive! Let Christians Sing för enstämmig kör och orgel eller piano (1970)
- F 40 – Cradle Song for a Newborn Child för liten kör och harpa eller piano, op. 98 (1963)
- F 41 – He is the Way för enstämmig kör och orgel eller piano (1967)
- F 42 – Lord, Who Shall Abide in Thy Tabernacle? för kör och orgel, op. 110 (1968)
- F 43 – Mar Portuguese för kör a cappella (1973)
- F 44 – Ode for Sir William Walton för berättare, sopran, alt, bas och kör (1972)
- F 45 – O Give Thanks unto the Lord för kör och orgel, op. 103 (1965)
- F 46 – One, Two, Bucklee My Shoe för kör och piano, op. 112 (1968)
- F 47 – Prayer of Saint Francis of Assisi för kör a cappella (1972)
- F 48 – A Prayer to the Infant Jesus för sopran, alt och kör, op. 111 (1968)
- F 49 – Put Thou Thy Trust in the Lord för dubbelkör a cappella (1972)
- F 50 – River Music 1967 för kör a cappella, op. 106 (1967)
- F 51 – Seek the Lord för kör och orgel, op. 82 (1956)
- F 52 – Shield of Faith för sopran, bas, kör och orgel (1974)
- F 53 – Sing, Mortals! för kör och orgel (1974)
- F 54 – Stand Up and Bless the Lord Your God för sopran, bas, kör och orgel, op. 89 (1960)
- F 55 – Sweet Day, So Cool för kör (1967)
- F 56 – Three Songs for Girls’ or Boys’ Voices, op. 113 (1967)

1. ”Little Bingo” för kör a cappella
2. ”A Widow Bird sate Mourning” för kör och piano
3. ”A New Year Carol” för kör a cappella

### Fanfarer
- F 57 – Birthday Fanfare for Sir Henry Wood (1944)
- F 58 – Birthday Greetings to the Croydon Symphony Orchestra (1971)
- F 59 – Dominion Greetings (1935)
- F 60 – Fanfare for a Coming of Age (1973)
- F 61 – Fanfare for a Dignified Occasion (1938)
- F 62 – Fanfare for a Political Address (1921)
- F 63 – Fanfare for Heroes (1930)
- F 64 – Fanfare for the Commonwealth Arts Festival (1965)
- F 65 – Fanfare for the Lord Mayer of London (1967)
- F 66 – Fanfare for the National Fund For Research Into Crippling Deseases (1973)
- F 67 – Homage to Shakespeare (1964)
- F 68 – Fanfare Preceeding the National Anthem In G (1960)
- F 69 – Fanfare Prelude for Orchestra 'Macclesfield' (1966)
- F 70 – Gala Fanfare (1962)
- F 71 – Greetings to a City (1961)
- F 72 – High Sheriff's Fanfare (1963)
- F 73 – Lancaster-Prelude (1974)
- F 74 – Let the People Sing: Two Fanfares (1960)
- F 75 – 'Peace Fanfare' for Children (1944)
- F 76 – Prince of Wales Investiture Music (1969)
- F 77 – The Right of the Line (1965)
- F 78 – Royal Fanfares and Interludes (1960)
- F 79 – A Salute to Painting (1953)
- F 80 – Salute to the Raf (1956)
- F 81 – Salute to the Royal Society (1960)
- F 82 – Service of the Order of the Bath (1956)
- F 83 – Three Jubilant and Three Solemn Fanfares (1935/43?)
- F 84 – The Wedding of Princess Anne (1973)

### Skådespelsmusik
- F 85 – As You Like It för solister, kör och stråkkvartett, op, 11 (1919)
- F 86 – King Solomon (1924)
- F 87 – Summer Day’s Dream för violin och oboe (1949)

### Operor
- F 96 – The Beggar’s Opera, op. 73 (1952–53)
- F 97 – The Olympians, op. 69 (1948–49)
- F 98 – Tobias and the Angel, op. 90 (1960–61)

### Orkestermusik (inkl. konserter)
- F 93 – March of Homage in Honour of a Great Man, marsch för orkester, op. 99 (1965)
- F 94 – The Phoenix – Homage to France, August 1944, marsch för orkester, op. 63 (1945)
- F 95 – Welcome the Queen, marsch för orkester, op. 78 (1954)
- F 99 – ABC Television (1956)
  - a) ”Signature tune for ABC Television service”
  - b) ”Interval tune for ABC Television service”
- F 100 – An Age of Kings (1960)
- F 101 – A Birthday Greeting to Her Majesty (1955)
- F 102 – 'Bliss' (One Step) (1923)
- F 103 – Caesar and Cleopatra (1944)
- F 104 – Ceremonial Prelude (1965)
- F 105 – Christopher Columbus, op. 68a (1949)
- F 106 – A Colour Symphony, op. 24 (1921–22)
- F 107 – Cellokonsert, op. 120 (1970)
- F 108 – Pianokonsert i B-dur, op. 58 (1938–39)
- F 109 – Konsert för piano, tenor, stråkorkester och slagverk, op. 17 (1920)
- F 110 – Konsert för två pianon och orkester, op. 17 (1924)
- F 111 – Violinkonsert, op. 79 (1953–55)
- F 112 – Conquest of the Air (1937)
  - a) ”Incidental Music for the London Films Production”, op. 56
  - b) ”Suite”
- F 113 – Discourse for Orchestra, op. 85 (1957, rev 1965)
- F 114 – Edinburgh, op. 84 (1956)
- F 115 – Heritage of Britain (1950)
- F 116 – Hymn to Apollo, op. 41 (1926, rev. 1965)
- F 117 – Introduction and Allegro, op. 40 (1926, rev. 1937)
- F 118 – Meditations on a Theme by John Blow, op. 80 (1955)
- F 119 – Mêlée Fantasque, op. 22 (1921, rev. 1937 och 1965)
- F 120 – Memorial Concert för violin och orkester, op. 66 (1946)
- F 121 – Men of Two Worlds, op. 65 (1945)
- F 122 – Metamorphic Variations (1972)
- F 123 – Music for Strings för stråkorkester, op. 54 (1935)
- F 124 – Polonaise, orkestrering av F 147 (1925)
- F 125 – Présence au Combat (1945)
- F 126 – Processional för orgel och orkester, op. 75 (1953)
- F 127 – Pyanepsion (1922)
- F 128 – Royal Palace Music (1966)
- F 129 – Seven Waves Away (1956)
- F 130 – Spirit of the Age (1975)
- F 131 – Things to Come (1934–35)
- F 132 – Two Contrasts for Orchestra (1972)
- F 133 – Two Studies for Orchestra, op. 16 (1920)
- F 134 – Twone, The House of Felicity, op. 30 (1923)
- F 135 – War in the Air (1954)
- F 136 – Your Questions Answered (1944)

### Orgelmusik
- F 137 – Praeludium för orgel och slagverk ad lib (1971)

### Pianomusik
- F 138 – Bliss, op. 28 (1923)
- F 139 – Intermezzo for Piano, op. 3 (ca 1912)
- F 140 – Karen's Piece (1940–41)
- F 141 – Masks: Four Pieces for Pianoforte, op. 34 (1924)
- F 142 – May-Zeeh, op. 1 (ca 1910)
- F 143 – Miniature Scherzo, op. 114 (1969)
- F 144 – The Rout Trot, op. 42 (1927)
- F 145 – Sonata for Piano, op. 72 (1952)
- F 146 – Study, op. 43 (1927)
- F 147 – Suite for Piano, op. 2 (ca 1912)
- F 148 – Suite for Piano, op. 36 (1925)
- F 149 – Toccata for Piano, op. 37 (ca 1925)
- F 150 – Triptych, op. 122 (1970)
- F 151 – Two Interludes for Piano, op. 35 (1925)
- F 152 – Valses fantastiques, op. 4 (1913)
- F 153 – A Wedding Suite (1974)
- F 154 – Fun and Games för två pianon, op. 119 (1970)
- F 155 – Rout för två pianon (arrangemang av F 8, 1920?)

### Sånger för röst och ensemble
- F 156 – Elegiac Sonnet för tenor och pianokvintett, op. 81 (1954)
- F 157 – The Enchantress för alt och orkester, op. 71 (1951–52)
- F 158 – Four Songs, op. 45 (ca 1927)

1. ”A Christmas Carol” för röst, violin och piano
2. ”Sea Love” för röst och violin
3. ”Vocalise” för röst och violin
4. ”The Mad Woman of Punnet's Town” för röst, violin och piano

- F 159 – A Knot of Riddles för baryton, flöjt, oboe, klarinett, fagott, harpa, 2 violiner, viola, cello och kontrabas, op. 97 (1963)

1. ”Fish in River”
2. ”Swallows”
3. ”An Oyster”
4. A Weather Cock”
5. ”A Bookworm” (hommage modeste à Maurice Ravel)
6. ”A Cross of Wood”
7. ”Sun and Moon”

- F 160 – Madam Noy för sopran, flöjt, klarinett, fagott, harpa, viola och kontrabas, op. 10 (1918)
- F 161 – Rhapsody för sopran, tenor, flöjt, engelskt horn, 2 violiner, viola, cello och kontrabas , op. 13 (1919)
- F 162 – Rout för sopran, flöjt, klarinett, klockspel, trumma, harpa, stråkkvartett och kontrabas eller sopran och orkester, op. 14 (1920)
- F 163 – Serenade för baryton och orkester, op. 47 (1929)
- F 164 – The Tempest för tenor, bas, piano och orkester, op. 21 (1920–21)
- F 165 – Two Nursery Rhymes, op. 20 (1920)

1. ”The Ragword” för sopran, klarinett (eller viola) och piano
2. ”The Dandelion” för sopran och klarinett (eller viola)

- F 166 – The Women of Yueh för sopran, flöjt, oboe, klarinett, fagott, stråkkvartett, kontrabas och slagverk, op. 32 (1923–24)

1. ”She is a Southern Girl”
2. ”Many a Girl”
3. ”She is Gathering Lotus Buds”
4. ”She, a Tungyang Girl”
5. ”The Water on the Mirror Lake”

### Sånger för röst och piano
- F 167 – Angels of the Mind, op. 118 (1969)

1. ”Worry about Money”
2. ”Lenten Flowers”
3. ”Harvest”
4. ”Seed”
5. ”In the Beck”
6. ”Storm”
7. ”Nocturne”

- F 168 – At the Window (ca 1925)
- F 169 – Auvergnat, op. 61 (1943)
- F 170 – The Ballads of the Four Seasons, op. 27 (1923)

1. ”Spring”
2. ”Summer”
3. ”Autumn”
4. ”Winter”

- F 171 – A Child's Prayer, op. 38 (1925–26)
- F 172 – The Fallow Deer at the Lonely House, op. 33 (1924)
- F 173 – The Hammers (ca 1915)
- F 174 – Rich or Poor, op. 39 (1925–26)
- F 175 – Sailing or Flying (1970)
- F 176 – Seven American Poems, op. 59 (1940)

1. ”Gone, gone again is Summer”
2. ”Siege”
3. ”Feast”
4. ”Little Elegy”
5. ”Rain comes down”
6. ”Fair Annet's Song”
7. ”Being Young and Green”

- F 177 – Simples, op. 51 (1932)
- F 178 – Three Jolly Gentlemen, op. 29 (1923)
- F 179 – Three Romantic Songs, op. 25 (1921)

1. ”The Hare”
2. ”Lovelocks”
3. ”The Buckle”

- F 180 – Three Songs, op. 26 (1923)

1. ”Thunderstorms”
2. ”This Night”
3. ”Leisure”

- F 181 – 'Tis Time I Think by Wenlock Town (ca 1914)
- F 182 – The Tramps, op. 6 (1915)
- F 183 – Tulips (1970)
- F 184 – Two American Poems (1940)

1. ”Humoresque”
2. ”The Return from Town”

- F 185 – When I Was One and Twenty (1923)